# Mantecados

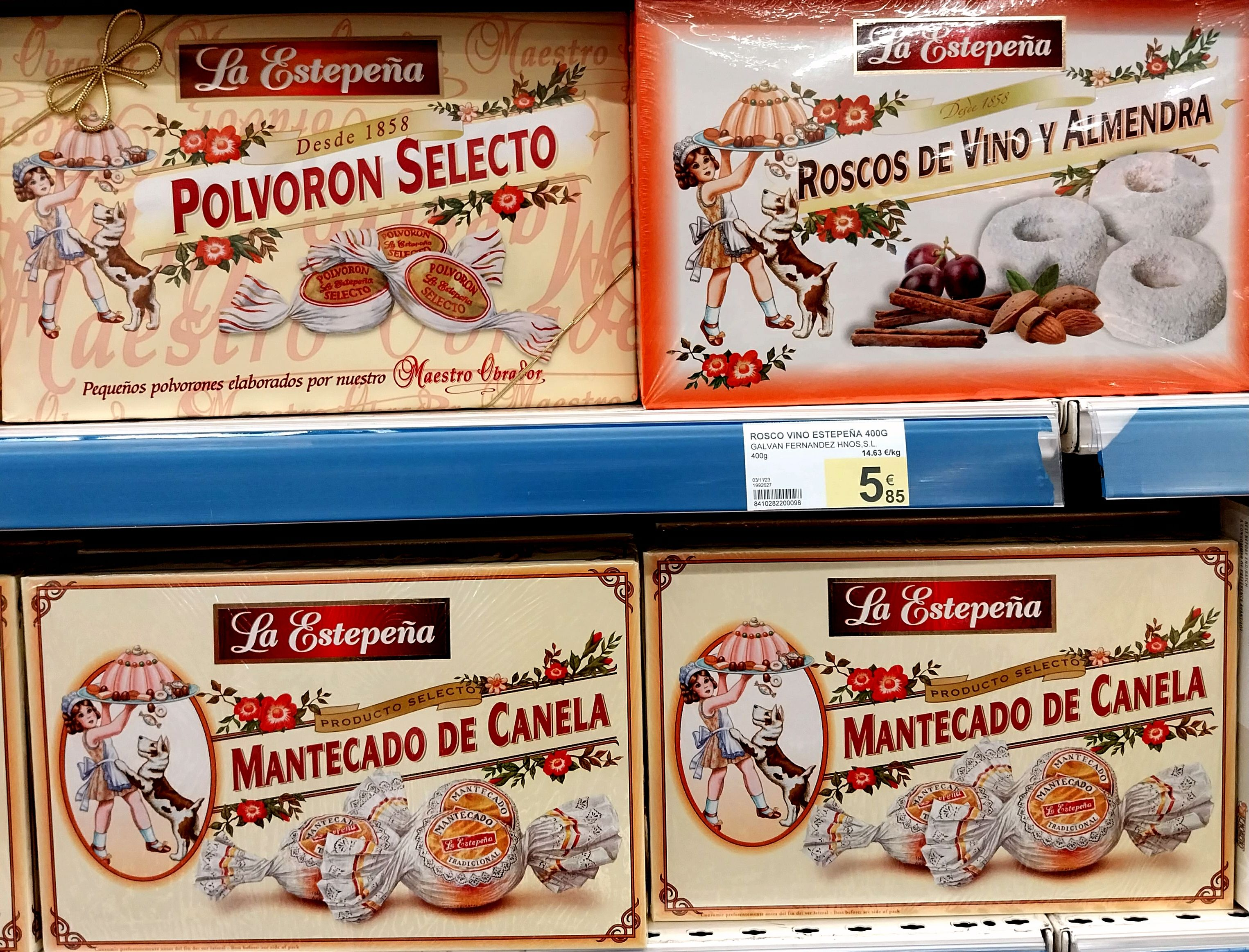
Mantecados en polvorones uit Estepa

Mantecados zijn gebakjes uit Andalusië, sommigen zeggen dat het uit Antequera komt en anderen uit Estepa.
De ingrediënten van het zandgebak zijn bloem, suiker, reuzel in de plaats van boter en amandelen. Variëteiten met kaneel, geraspte citrusschil of kokos zijn ook verkrijgbaar. Vooral in de periode van Kerstmis worden ze verkocht.
De Polvorón is een variant, de vorm is een ovaal, het is bedekt met poedersuiker of een suikerlaag en is kruimeliger.